# Lucien Alphonse Prévost
Lucien Alphonse Prévost (* 6. Oktober 1799 in Paris; † 11. Juli 1846 ebenda) oft nur Alphonse Prévost war ein französischer naturwissenschaftlicher Maler.

## Leben und Wirken

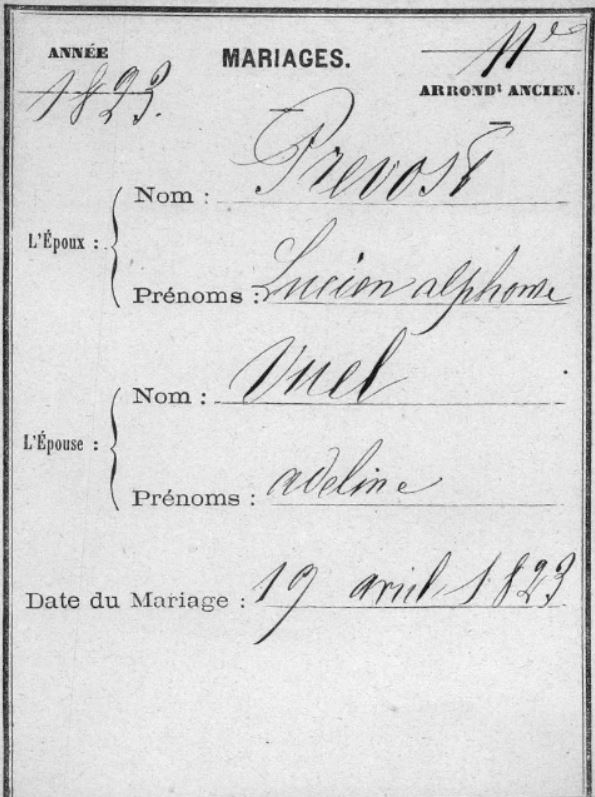
Eintrag seiner Heirat in Paris
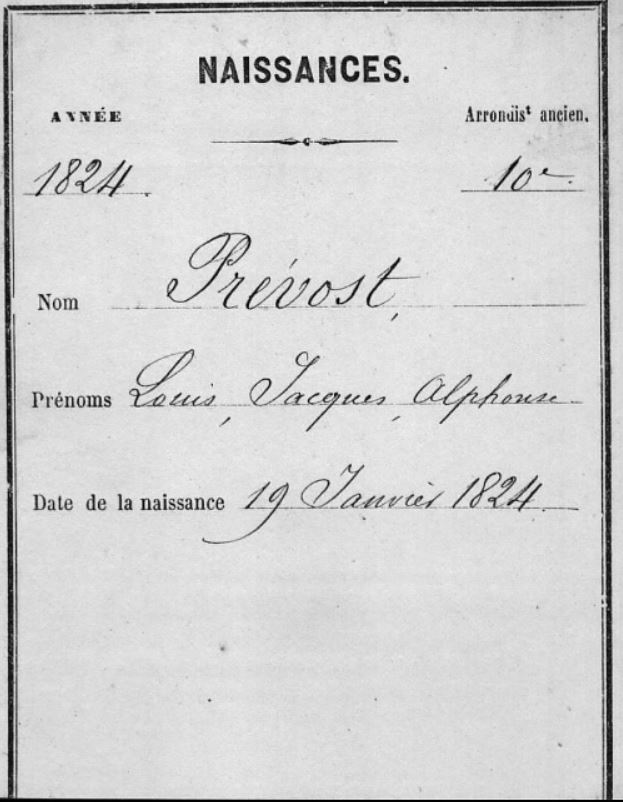
Eintrag der Geburt seines Sohnes Louis Jacques Alphonse Prévost
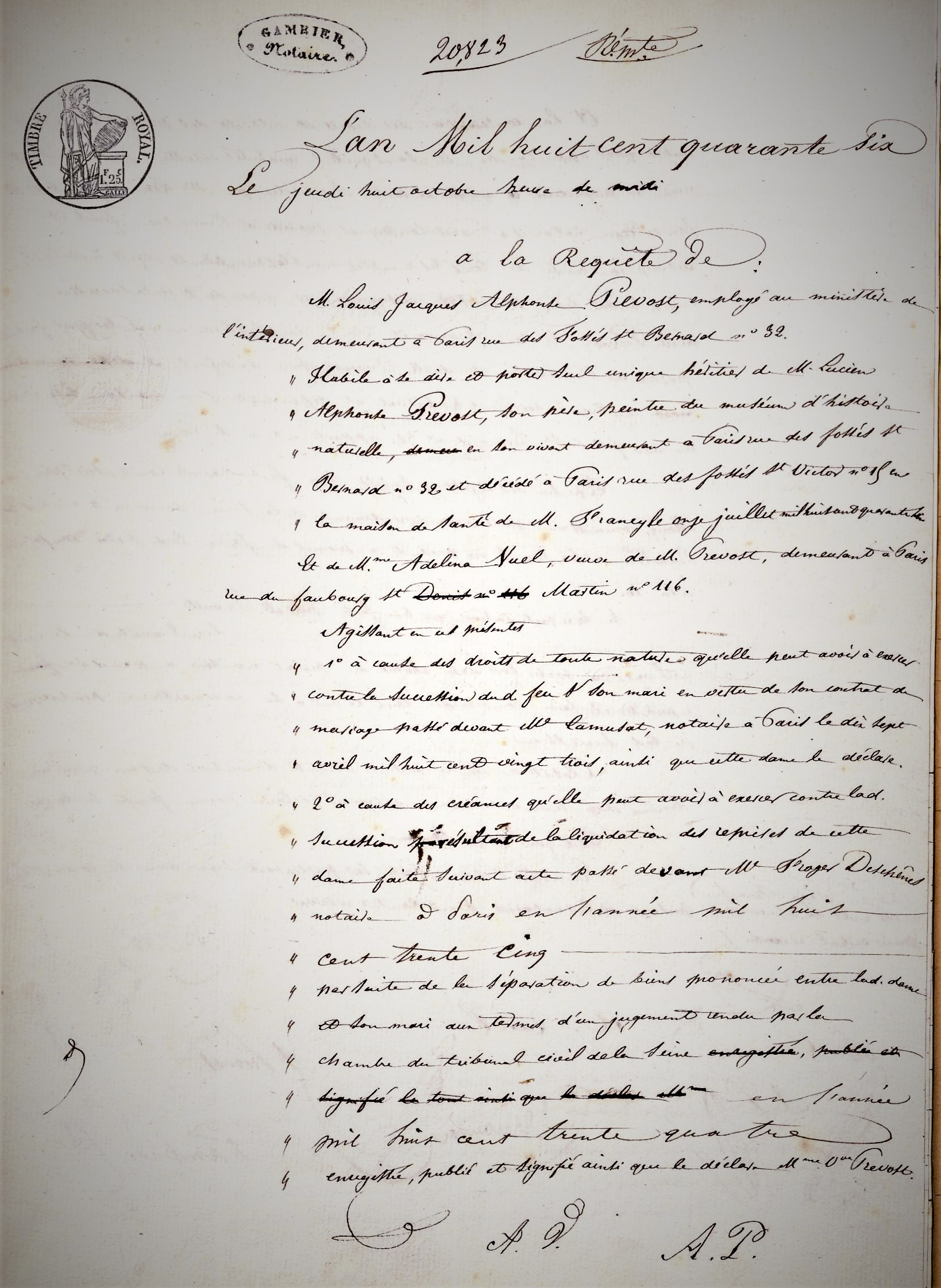
Testamentsvollstreckung mit seinem Todestag und -ort.
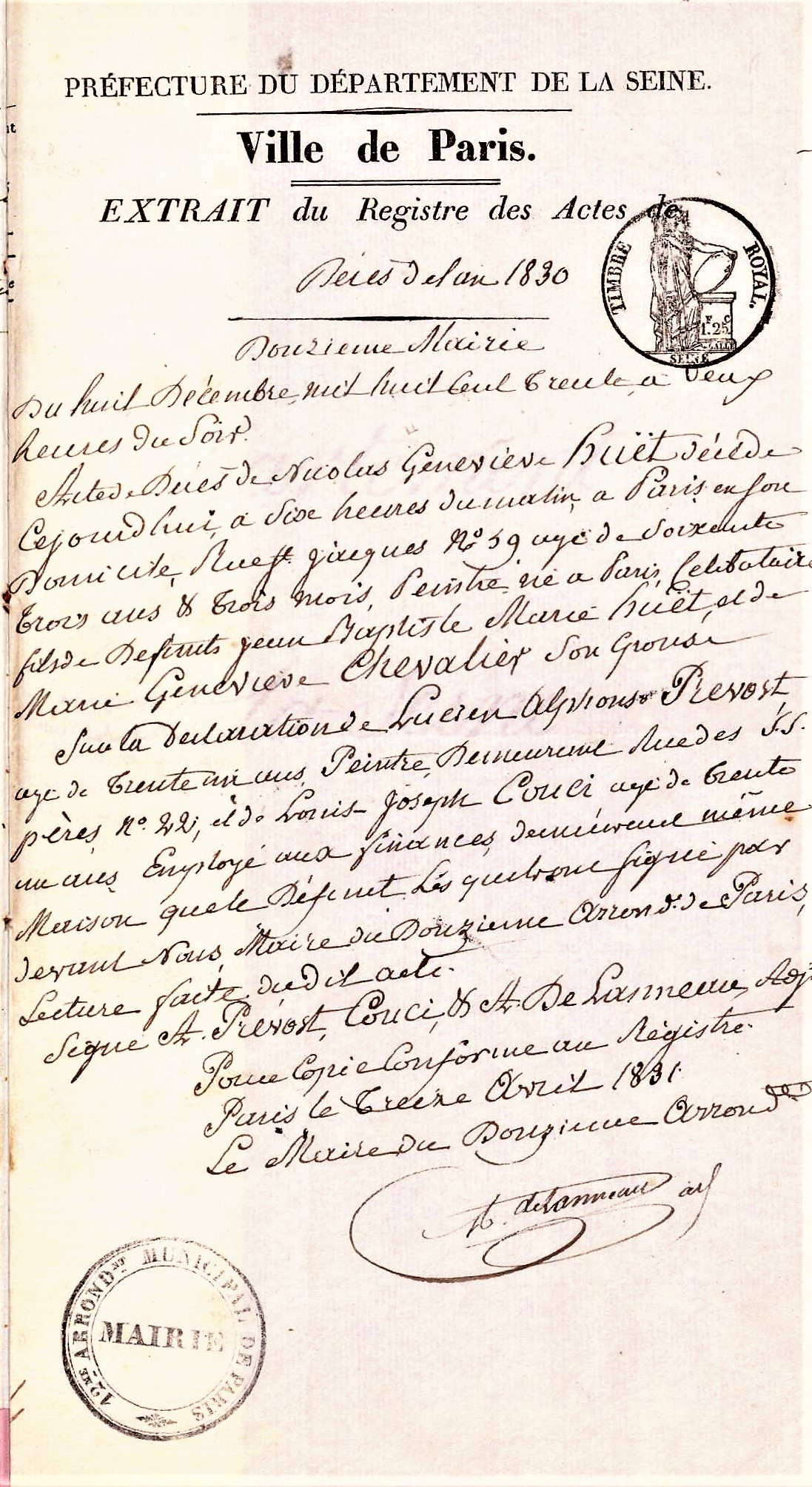
Registrierung des Todes von Nicolas Geneviève Huet

Sein Vater war Florent Germain Prévost (1763–1818), seine Mutter Marie Nicole Scholastique geb. Auxilion (1765–1833). Lucien Alphonse Prévost war ein Bruder von Florent Prévost. Ein weiterer Bruder Edmé Hippolyte Prévost (1796–1879) war als Verwaltungsbeamter ebenfalls am Muséum national d’histoire naturelle (MNHN) angestellt. Am 29. April 1823 heiratete er Adeline Vuel. Mit ihr hatte er zumindest den Sohn Louis Jacques Alphonse Prévost (1824–??), der im Innenministerium arbeitete.
Prévost war ein Schüler von Nicolas Geneviève Huet (1767–1830), dessen Vater Jean-Baptiste Marie Huet (1745–1811) ebenfalls ein bekannter Künstler war. Wie seine Brüder arbeitete Prévost am MNHN. Alphonse Pévost war dort als naturhistorischer Maler angestellt. Als sein Meister verstarb, waren es er und Louis Joseph Couci, die den Tod Huets offiziell anzeigten.
Prévost lebte im Todesjahr 1846 in der rues des Fossés-St.-Bernard No 32, verstarb aber in der rues des Fossés-Saint-Victor No. 19.
Prévost ist nicht zu verwechseln mit den Künstlern Jean-Jacques Prévost (geb. 1736), Guillaume Prévost (geb. 1738), Jean-Louis Prévost (geb. 1745) und Jean-Louis-Robert Prévost. Guillaume Prévost, auch Prévost der Onkel genannt und Jean-Louis-Robert Prévost trugen naturhistorische Tafeln zu Voyage de La Pérouse autour du monde von Jean-François de La Pérouse bei.

## Zoologische Tafeln in Forschungsreisen
Für Jules Dumont d’Urville illustrierte Prévost 1833 im Atlas zu Voyage de la corvette l’Astrolabe exécuté pendant les années 1826–1827–1828–1829 einige Vögel und Säugetiere. Auch in dessen Atlas zur zweiten Reise, die unter dem Titel Voyage au pole sud et dans l’Océanie sur les corvettes l’Astrolabe et la Zélée erschien, finden sich drei Vogeltafeln von Prévost. Ebenso steuerten Jean-Gabriel Prêtre, Paul Louis Oudart, Huet und er zoologische Tafeln zu Louis de Freycinet Voyage autour du monde, fait par ordre du roi, sur les corvettes de S.M. l’Uranie et la Physicienne, pendant les années 1817, 1818, 1819 et 1820 bei. Charles Gaudichaud-Beaupré bearbeitete die botanischen Tafeln der Reise. Als Joseph Fortuné Théodore Eydoux und Louis François Auguste Souleyet die zoologische Ausbeute von Auguste-Nicolas Vaillant Voyage autour du monde exécute pendant les années 1836 et 1837 sur la corvette La Bonite bearbeiteten, trug Prévost neun der zehn Vogeltafeln bei. Eine weitere stammte von Jacques Christophe Werner. Während Marc Athanase Parfait Œillet Des Murs, sein Bruder Florent, Alphonse Guichenot und Félix Édouard Guérin-Méneville den zoologischen Text zu Voyage en Abyssinie exécuté pendant les années 1839, 1840, 1841, 1842, 1843 von Charlemagne Théophile Lefebvre lieferten, waren es Prêtre, Oudart, Jean-Baptiste Meunier, Eulalie Bury (–1849) geb. de Bridieu, Guérin-Méneville und Prévost die Künstler, die Tafeln dazu illustrierten.
Für Louis Isidore Duperrey illustrierte er in Voyage autour du monde, exécuté par ordre du roi, sur la corvette de Sa Majesté, la Coquille, pendant les années 1822, 1823, 1824, et 1825 ebenfalls einige zoologische Tafeln, für Cyrille Pierre Théodore Laplace Tafeln in Voyage autour du monde par les mers de l’Inde et de Chine exécuté sur la corvette de l’état pendant les années 1830, 1831 et 1832. Beim von Étienne Geoffroy Saint-Hilaire bearbeiteten Teil der zoologischen Ausbeute von Victor Vincelas Jacquemont Voyage dans L’Inde sind beide Vogeltafeln von Pévost. Ein weiteres Werk ist Claude Gays Historia fisica y politica de Chile in dem man einige seiner Tafeln findet.

## Andere Werke mit Tafeln von Prévost
Für Heinrich Kuhl lieferte er für dessen Conspectus Psittacorum zwei Tafeln mit Papageien. Eine weitere Tafel stammte von François Huard (1793–1857). Für Des Murs illustrierte er die Tafeln 1 bis 24 von Iconographie ornithologique, Oudart die restlichen von Tafel 25 bis 72. Als Anselme Gaëtan Desmarest elf Bände über Vögel in der Edition von Ladrange et Verdière publizierte, hatte Oudart den überwiegenden Teil der 245 Tafeln illustriert. Nur ganz wenige der Vogeltafeln stammten von Prévost und Werner. Prévost steuerte Tafel 5 mit Wiesenweihe (La Soubuse) und Rohrweihe (Le Busard), die Tafel 6 mit Sperber (L’Epervier) und Habicht (L’Autour), die Tafel 9 mit Baumfalke (Le Hobreau) und Merlin (La Cresserelle) sowie die Tafel 12 mit Uhu (Le Grand Duc) und Waldohreule (Le Hibou ou moyen Duc) bei. Schließlich kann man in Achille Richards Œuvres complètes de Buffon, suivies de la classification comparée de Cuvier, Lesson, etc., etc. weitere Tafeln von Prêtre, Édouard Traviès, Antoine Chazal, Oudart, Meunier und Prévost finden. Für Histoire naturelle générale et particulière des mollusques terrestres et fluviatiles, ein Werk, das André Étienne d’Audebert de Férussac für seinen Vater Jean Baptiste Louis d’Audebert de Férussac fertig stellte, lieferte Prévost ebenfalls viele der Tafeln.

## Galerie mit Tafel von Prévost (Auswahl)

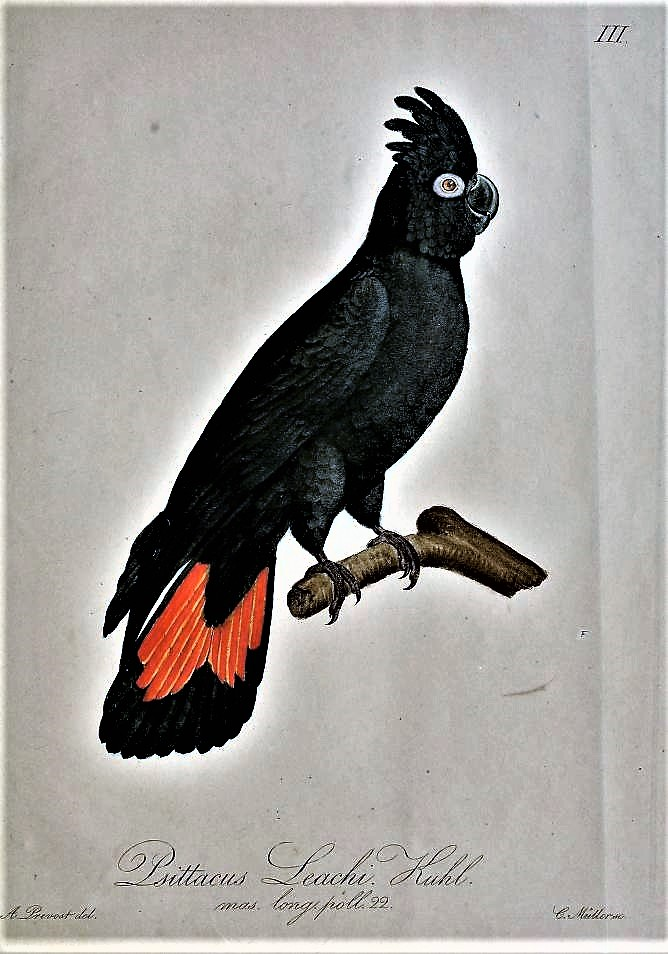
Rotschwanz-Rabenkakadu in Conspectus Psittacorum
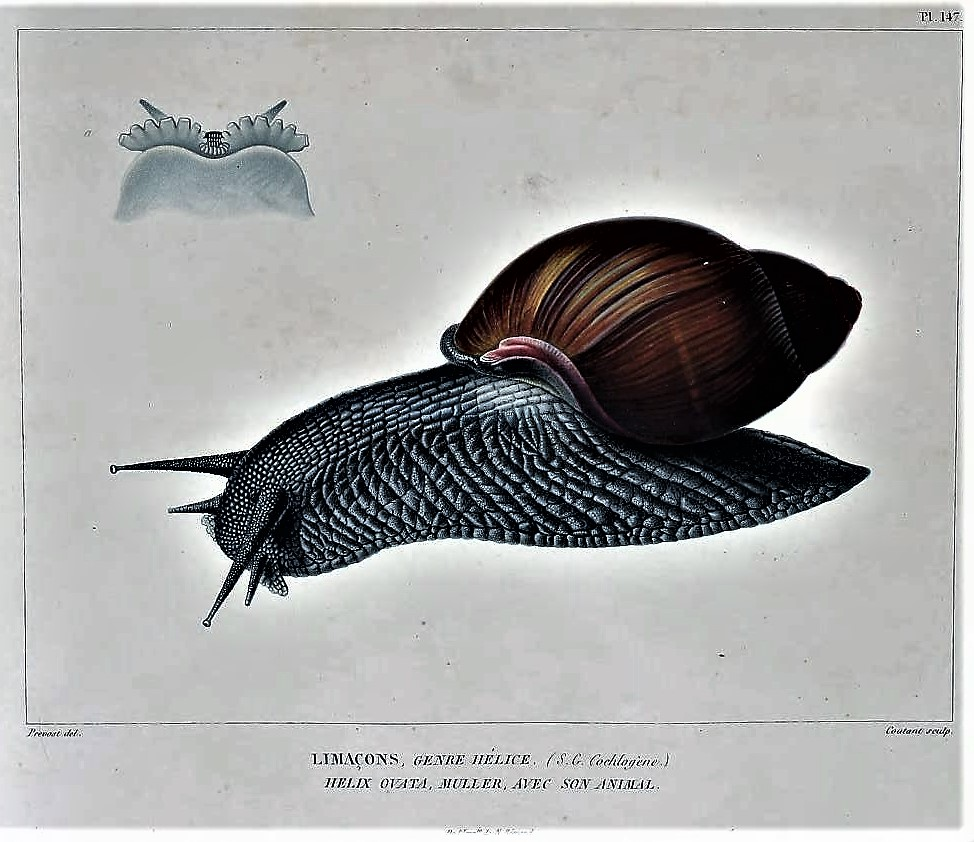
Megalobulimus ovatus in Histoire naturelle generale et particuliere des mollusques terrestres et fluviatiles
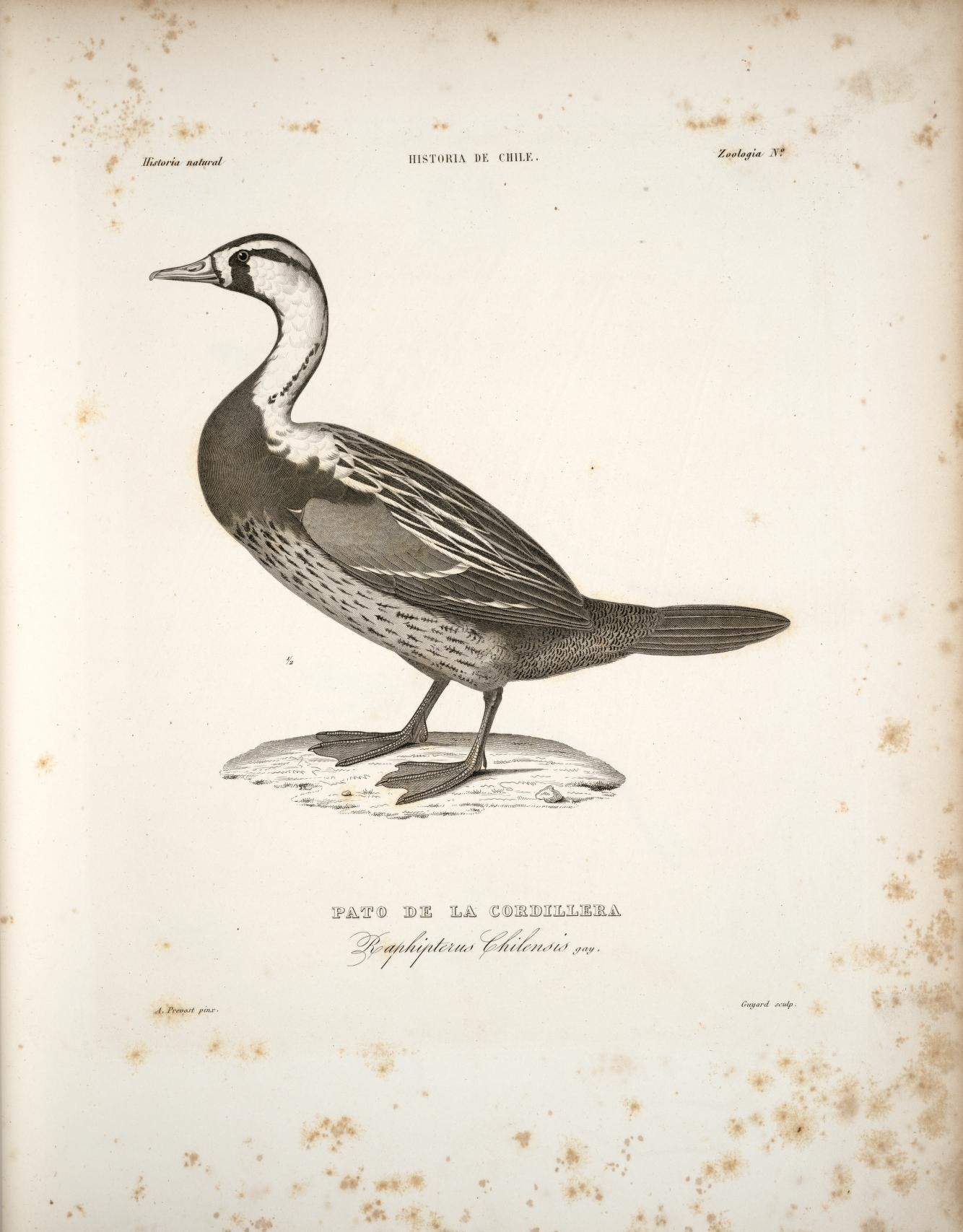
Sturzbachente in Historia fisica y politica de Chile
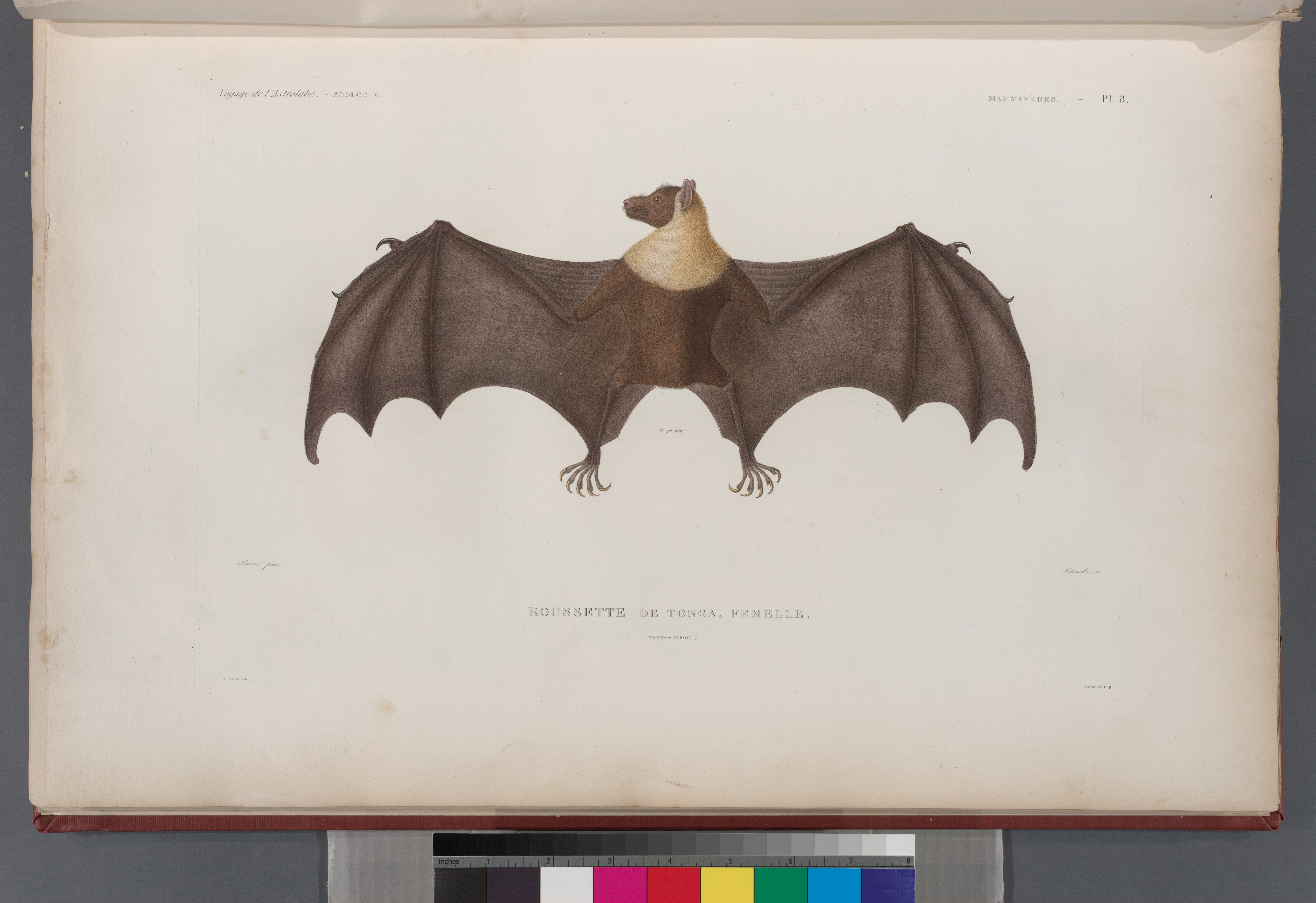
Tonga-Flughund (Pteropus tonganus) in Voyage de la corvette l’Astrolabe
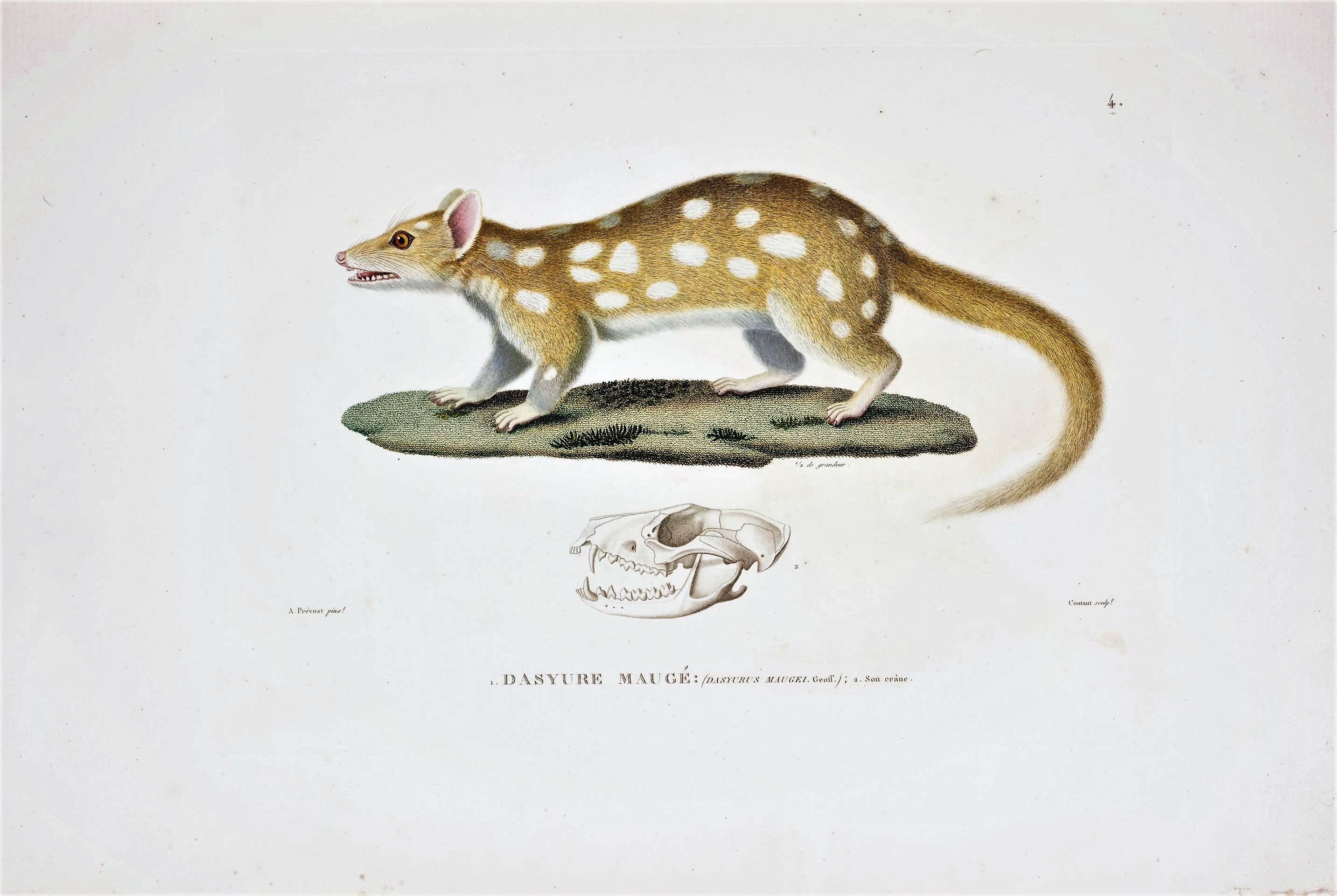
Tüpfelbeutelmarder in Voyage autour du monde sur les corvettes de S. M. l’Uranie et la Physicienne
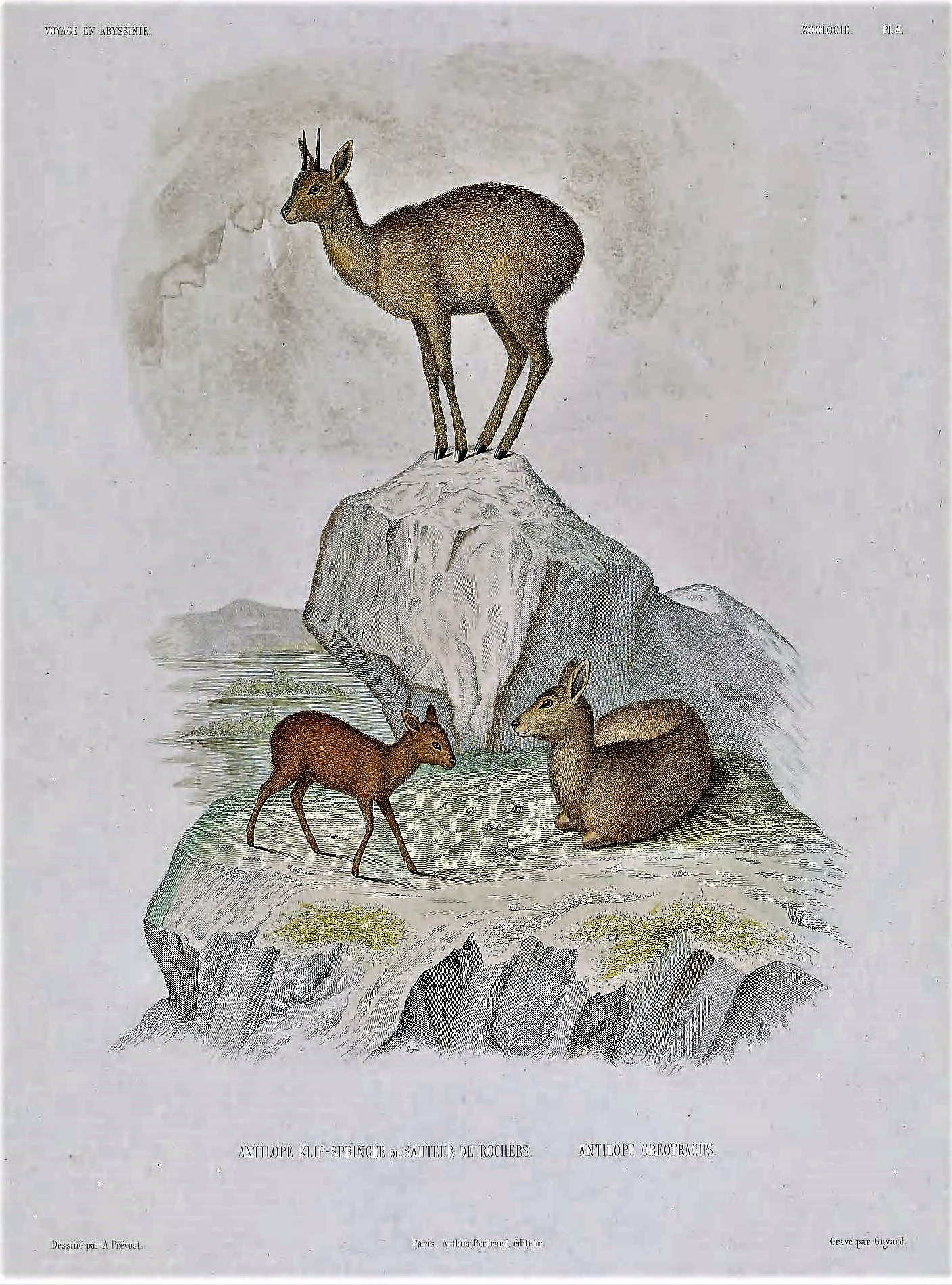
Kap-Klippspringer in Voyage en Abyssinie
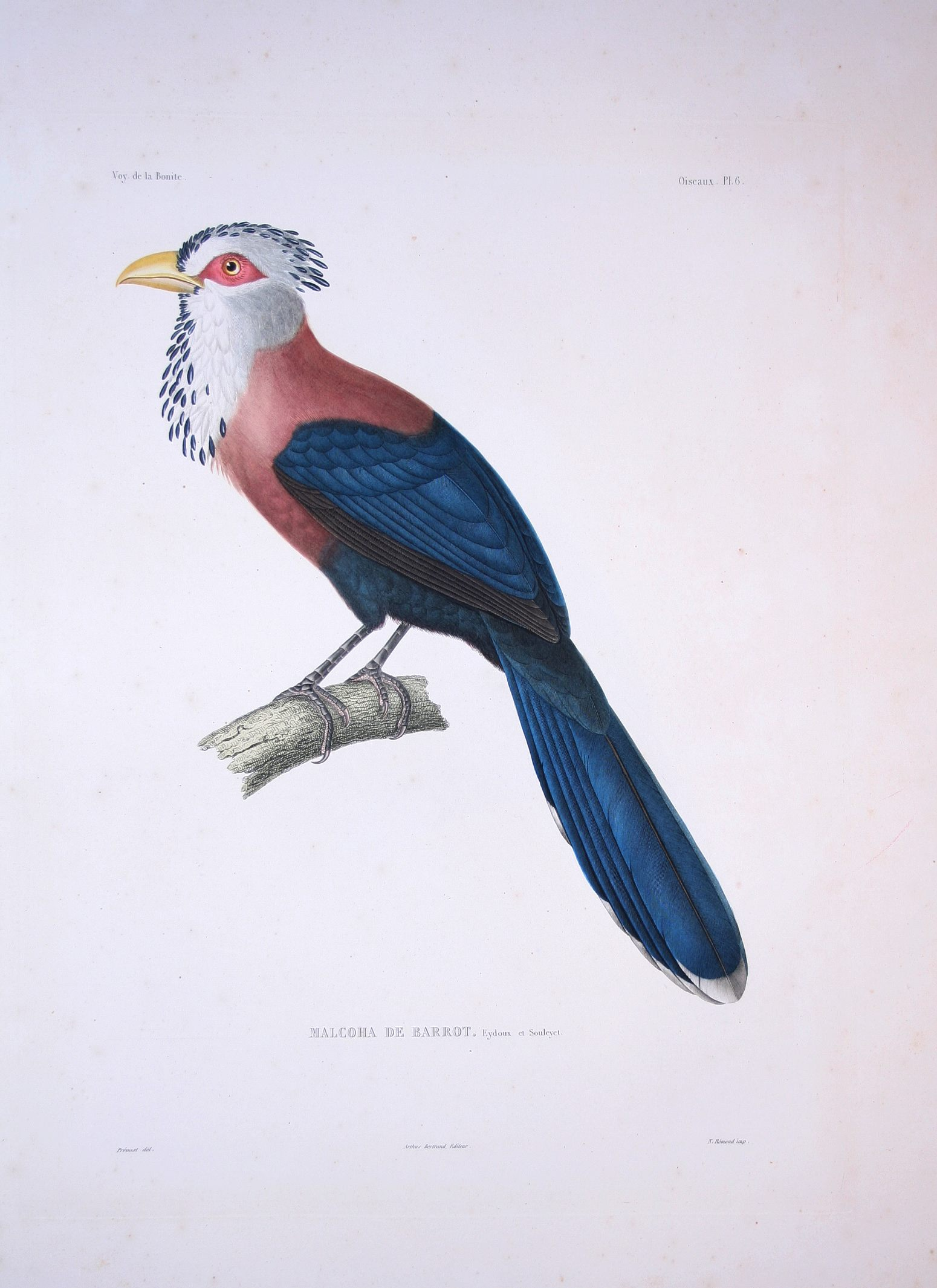
Schuppenhalskuckuck in Voyage de la corvette La Bonite
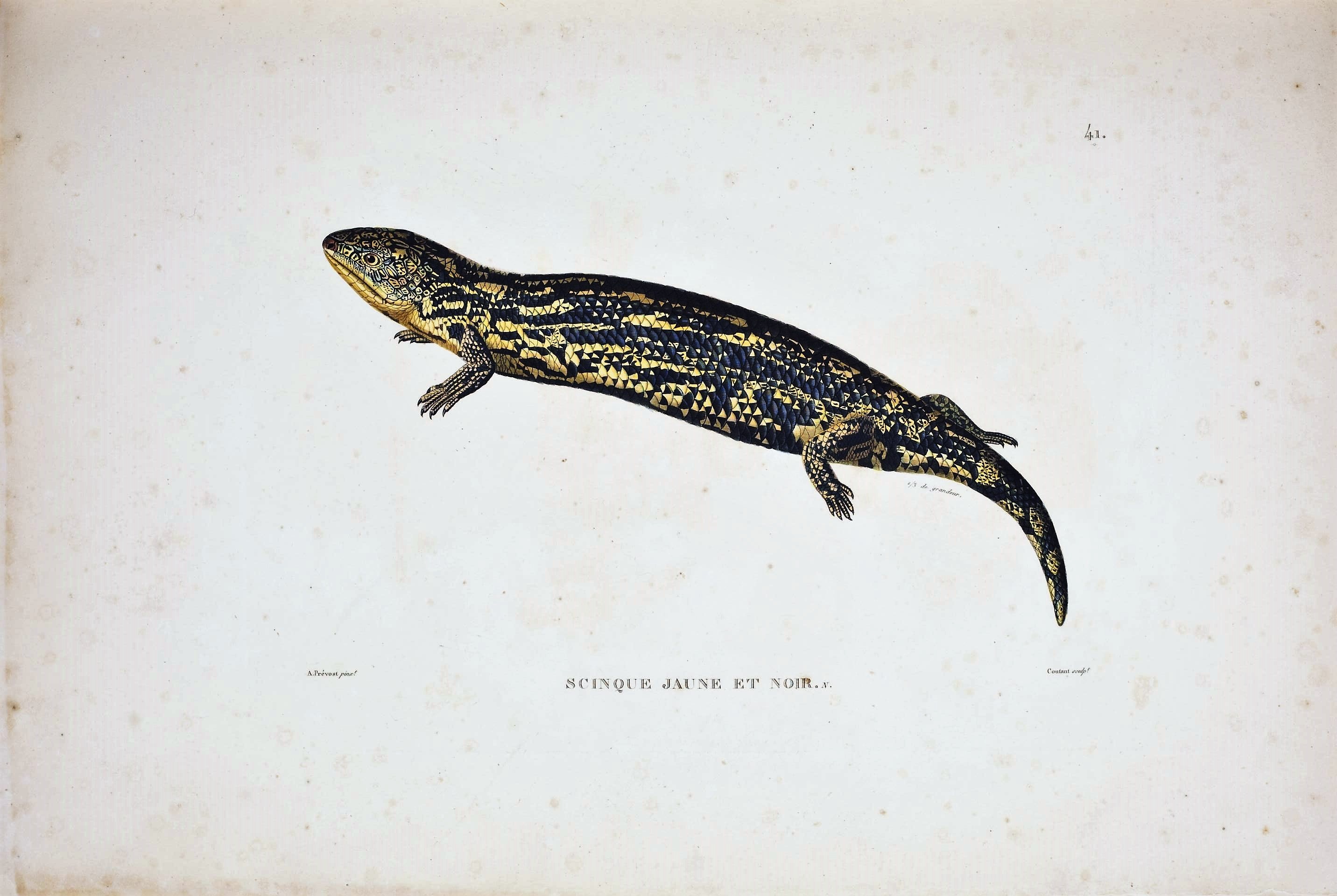
Schwarzgelber Blauzungenskink in Voyage autour du monde sur les corvettes de S. M. l’Uranie et la Physicienne

## Publikationen (Auswahl)
- in Louis Isadore Duperrey: Voyage autour du monde, exécuté par ordre du roi, sur la corvette de Sa Majesté, la Coquille, pendant les années 1822, 1823, 1824, et 1825, sous le Ministère de S. E. M. Marquis de Clermont-Tonnerre et  publié sous les Auspices de Son Excellence M. Le Cte de Chabrol, Ministre de la Marine et des Colonies (= Zoologie. Atlas (Mammifères, Oiseaux), Nr. 1). Arthus-Bertrand, Paris 1826 (biodiversitylibrary.org – 1826–1830).
- in Louis Isadore Duperrey: Voyage autour du monde, exécuté par ordre du roi, sur la corvette de Sa Majesté, la Coquille, pendant les années 1822, 1823, 1824, et 1825, sous le Ministère de S. E. M. Marquis de Clermont-Tonnerre et  publié sous les Auspices de Son Excellence M. Le Cte de Chabrol, Ministre de la Marine et des Colonies; (= Zoologie. Atlas (Reptiles, Poissons, Mollusques), Nr. 2). Arthus-Bertrand, Paris 1826 (biodiversitylibrary.org – 1826–1830).
- in Louis Isadore Duperrey: Voyage autour du monde, exécuté par ordre du roi, sur la corvette de Sa Majesté, la Coquille, pendant les années 1822, 1823, 1824, et 1825, sous le Ministère de S. E. M. Marquis de Clermont-Tonnerre et  publié sous les Auspices de Son Excellence M. Le Cte de Chabrol, Ministre de la Marine et des Colonies; (= Zoologie. Atlas (Crustacés, Insectes, Zoophytes), Nr. 2). Arthus-Bertrand, Paris 1826 (biodiversitylibrary.org – 1826–1830).
- in Joseph Fortuné Théodore Eydoux, Louis François Auguste Souleyet: Voyage autour du Monde exécuté pendant les années 1836 et 1837 sur la Corvette La Bonite commandée Par M. Vaillant Capitaine de Vaisseau publié par Ordre du Gouvernement sous les auspices du département de la marine (= Histoire Naturelle: Zoologie. Atlas). Arthus-Bertrand, Paris 1841 (biodiversitylibrary.org – 1841–1852).
- Jean Baptiste Louis d’Audebert de Férussac, André Étienne d’Audebert de Férussac: Histoire naturelle générale et particulière des mollusques terrestres et fluviatiles, tant des espèces que l’on trouve aujourd’hui vivantes que des dépouilles fossiles de celles qui n’existent plus, classés d’après les caractères essentiels que présentent ces animaux et leurs coquilles. 1 (Atlas). J.-B. Baillière, Paris 1851 (biodiversitylibrary.org – 1820–1851).
- Jean Baptiste Louis d’Audebert de Férussac, André Étienne d’Audebert de Férussac: Histoire naturelle générale et particulière des mollusques terrestres et fluviatiles, tant des espèces que l’on trouve aujourd’hui vivantes que des dépouilles fossiles de celles qui n’existent plus, classés d’après les caractères essentiels que présentent ces animaux et leurs coquilles. 2 (Atlas). J.-B. Baillière, Paris 1851 ( – 1820–1851).
- in Louis Claude Desaulces de Freycinet: Voyage autour du monde, fait par ordre du roi, sur les corvettes de S.M. l’Uranie et la Physicienne, pendant les années 1817, 1818, 1819 et 1820 (= Histoire Naturelle: Zoologie. Planches (Mammifères, Oiseaux), Nr. 1). Imprimerie en Taille-Douce de Langlois, Paris 1824 (biodiversitylibrary.org – 1824–1844).
- in Claude Gay: Historia fisica y politica de Chile (= Zoologie. Atlas, Nr. 2). Imprenta de E. Thunot Y Ce, Paris 1854 (biodiversitylibrary.org – 1847–1848).
- in Victor Vincelas Jacquemont, Étienne Geoffroy Saint-Hilaire: Voyage dans L’Inde par Victor Jacquemont pendant les Années 1828 à 1832 publié sous les auspices de M. Guizot, Ministre de L’Instruction publique (= Zoologie. Atlas (Planches des descriptions des collection), Nr. 2). Typographie de Fermin Didot Frères, Paris 1844 (haab-digital.klassik-stiftung.de).
- in Jean Vincent Félix Lamouroux, Anselme Gaëtan Desmarest: Œuvres complètes de Buffon avec les descriptions anatomiques de Daubenton, son collaboration. Nouvelle éd. Ladrange et Verdière, Paris 1832 (1824–1832).
- in Cyrille Pierre Théodore Laplace: Voyage autour du monde par les mers de l’Inde et de Chine exécuté sur la corvette de l’état pendant les années 1830, 1831 et 1832 sous le commandement de M. Laplace capitaine de frégate; par ordre de M. le vice-admiral comte de Rigny ministre de la marine et des colonies (= Zoologie. Atlas). Arthus-Bertrand, Paris 1839 (biodiversitylibrary.org – 1833–1839).
- in Charlemagne Théophile Lefebvre: Voyage en Abyssinie exécuté pendant les années 1839, 1840, 1841, 1842, 1843 par une commision scientifique composée de MM. Théophile Lefebvre, Lieutenant de vaisseau, chevalier de la Légion d’honneur A. Petit et Quartin-Dillon, Docteur-Médicins, Naturaliste du Muséum, Vignaud, Dessinateur publié par ordre du Gouvernement sous les auspieces de M. le ministre de la marine (= Histoire Naturelle: Zoologie. Atlas). Arthus-Bertrand, Paris 1824 (biodiversitylibrary.org – 1839–1843).
- in Marc Athanase Parfait Œillet Des Murs: Iconographie ornithologique. Nouveau recueil général de planches peintes d’oiseaux, Pour servir de Suite et de Complément aux Planches Enluminées de Buffon, Édition in-folio et in-4° de l’Imprimerie royale, 1770 et aux planches coloriées de mm. Temminck et Laugier de Chartrouse, mêmes formats, accompagné d’un texte raisonné, critique et descriptif. Friedrich Klincksieck, Paris 1849 (biodiversitylibrary.org).
- in Achille Richard: Œuvres complètes de Buffon, suivies de la classification comparée de Cuvier, Lesson, etc., etc. Nouvelle éd. revue. 4 (Oiseaux). Pourrat Frères, Paris 1839.
- in Achille Richard: Œuvres complètes de Buffon, suivies de la classification comparée de Cuvier, Lesson, etc., etc. Nouvelle éd. revue. 5 (Oiseaux). Pourrat Frères, Paris 1839.
- in Jules Dumont d’Urville: Voyage de la corvette l’Astrolabe exécuté pendant les années 1826–1827–1828–1829, sous le commandement de M. J. Dumont d’Urville (= Zoologie. Atlas (Mammifères, Oiseaux), Nr. 1). J. Tatsu, Paris 1833.
- in Jules Dumont d’Urville: Voyage au pole sud et dans l’Océanie sur les corvettes l’Astrolabe et la Zélée, pendant les années 1837–1838–1839–1840 sous le Commandement de M.  Dumont d’Urville (= Zoologie. Atlas). Gide et J. Baudry, Paris 1842 (biodiversitylibrary.org – 1842–1853).